# Henryk Weyssenhoff
Henryk Weyssenhoff (Comune distrettuale di Rokiškis, 26 luglio 1859 – Varsavia, 23 luglio 1922) è stato un pittore, illustratore e scultore polacco, di origini baltico-germaniche.

## Biografia
Proveniva da una famiglia nobile di antiche tradizioni livoniche. Nel 1863, suo padre fu esiliato in Siberia per la sua partecipazione alla Rivolta di gennaio. Sua madre lo seguì con la famiglia, fino a dove le fu possibile, e lui crebbe negli Urali. Lì ricevette le sue prime lezioni di arte da Lucjan Kraszewski (fratello dello scrittore Józef Ignacy Kraszewski), anch'egli in esilio.
Nel 1874, suo padre fu perdonato, ma non fu loro permesso di tornare nella loro casa, così si stabilirono a Varsavia, dove Henryk studiò pittura con Wojciech Gerson. Il suo lavoro attirò l'attenzione di Henryk Siemiradzki che, nel 1880, lo aiutò ad ottenere l'ammissione all'Accademia Imperiale delle Arti di San Pietroburgo. Si diplomò nel 1885, ottenendo una medaglia d'argento e il titolo ufficiale di "Artista" per la sua tela Trasporto dei feriti. Nel 1889, trascorse un periodo a Monaco, migliorando le sue abilità con Alfred Kowalski.
Nel 1900, vinse un'altra medaglia d'argento all'Esposizione Universale. Di conseguenza, dal 1903 al 1904 visse a Parigi, per poi stabilirsi nell'azienda agricola di famiglia vicino a Pukhavichy, nell'attuale Bielorussia. Durante la Prima Guerra Mondiale, fu costretto a tornare a Varsavia, dove rimase fino alla sua morte.
Appassionato cacciatore, molte delle sue opere paesaggistiche includono la vita animale. Oltre alla pittura, illustrò diverse opere, tra cui due scritti dal suo cugino Józef Weyssenhoff: Erotyki (1911), una raccolta di poesie, e Soból i Panna (1913), un romanzo liberamente ispirato allo stile di vita aristocratico della famiglia Weyssenhoff.

## Opere

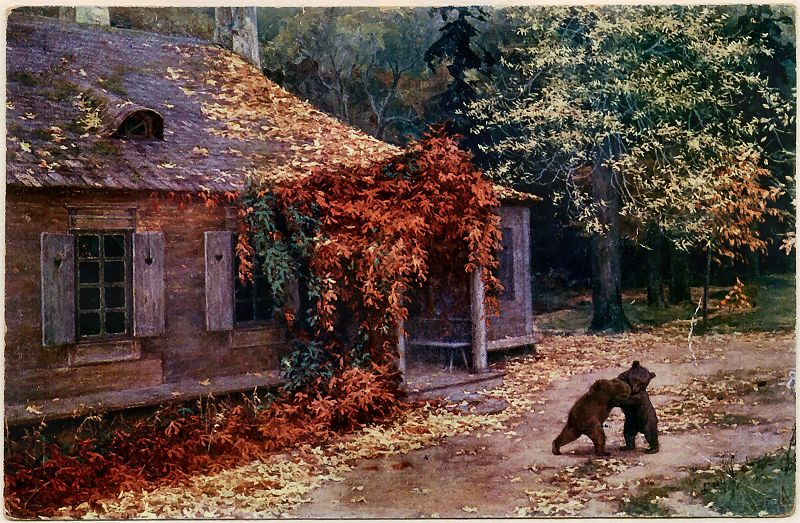
Orsi di fronte a una casa
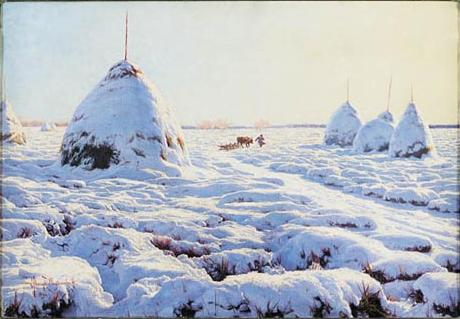
Neve
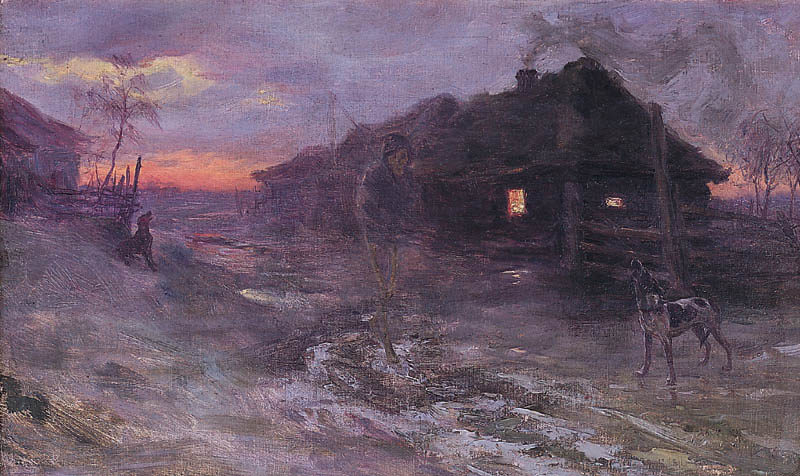
Premonizoine
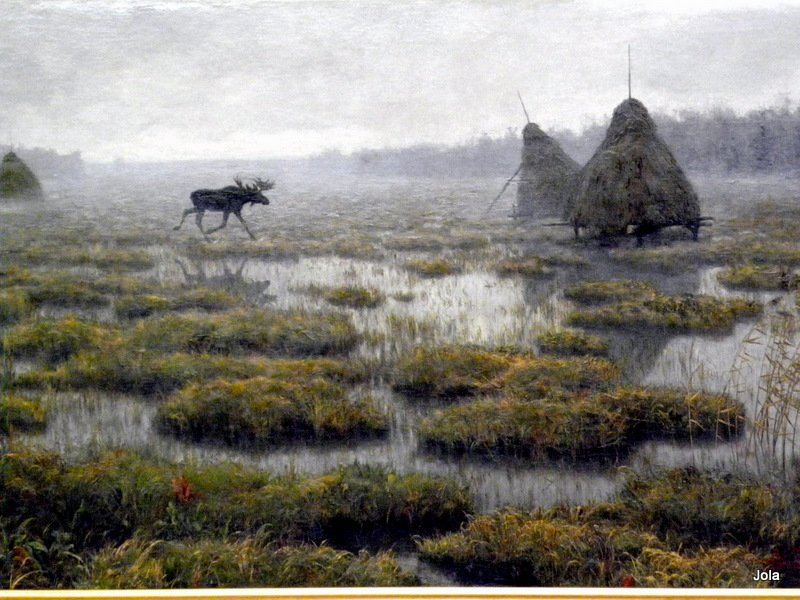
Alce nella palude